# Limnocharis flava
Limnocharis flava är en svaltingväxtart som först beskrevs av Carl von Linné, och fick sitt nu gällande namn av Franz Georg Philipp Buchenau. Limnocharis flava ingår i släktet Limnocharis och familjen svaltingväxter. Inga underarter finns listade.

## Bildgalleri

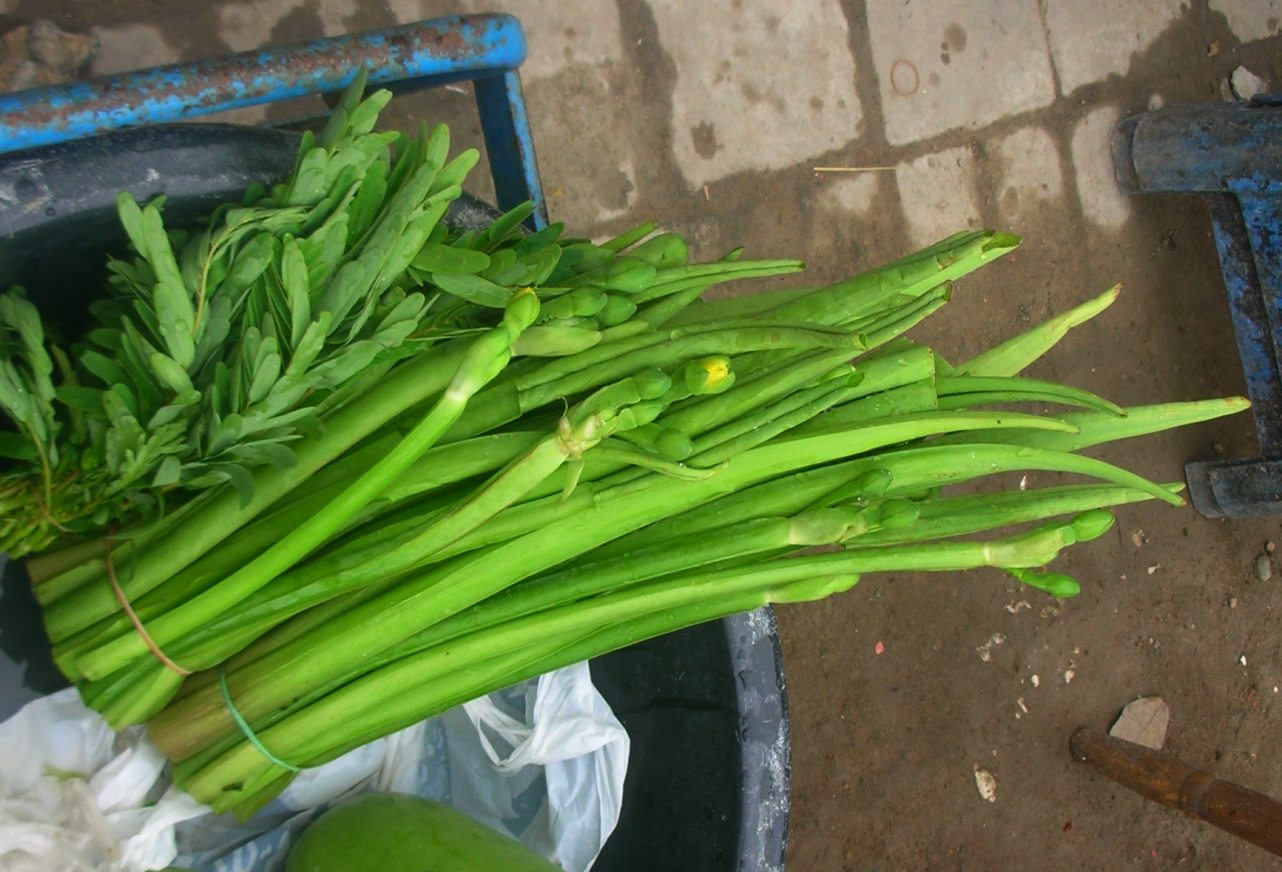
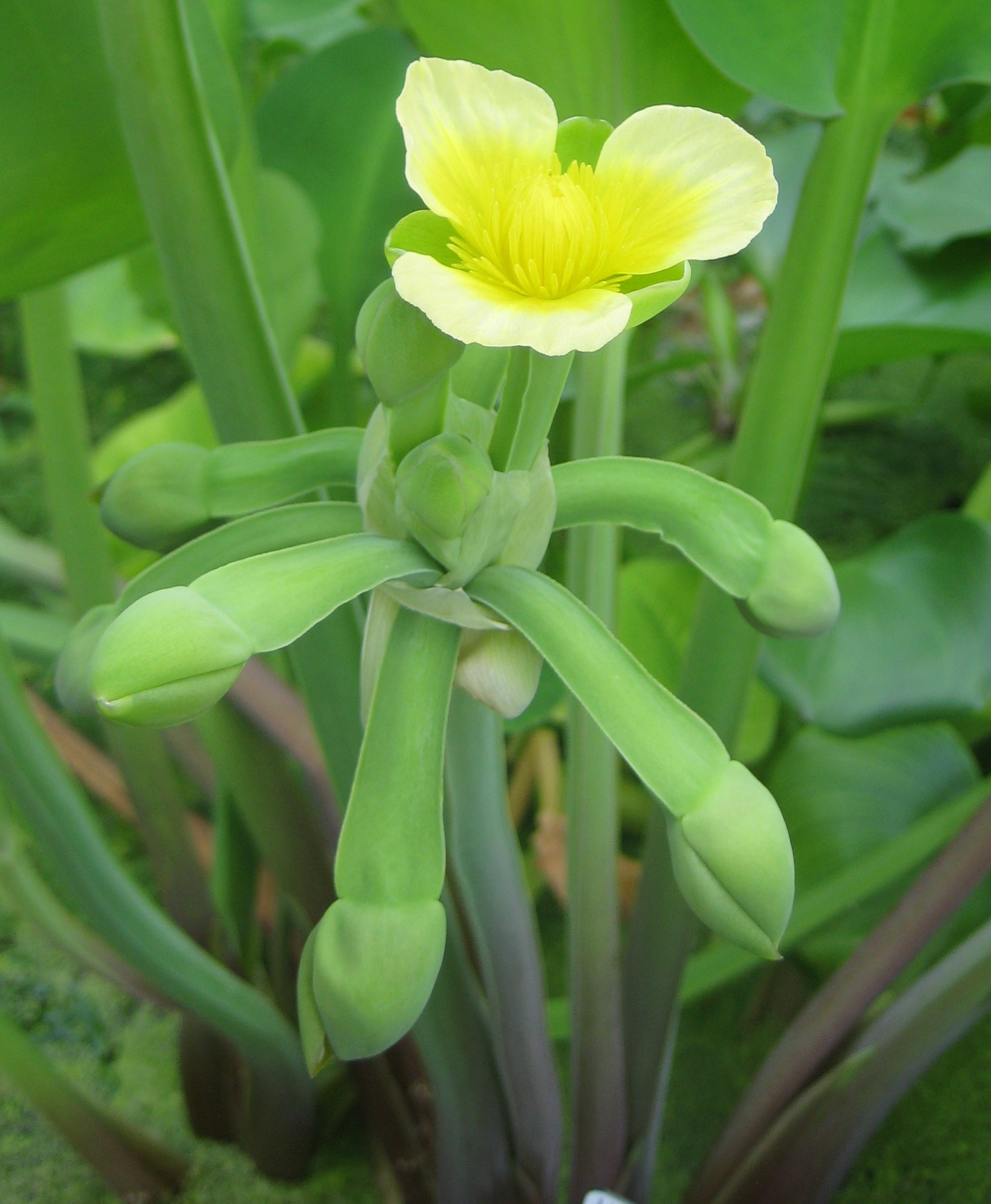
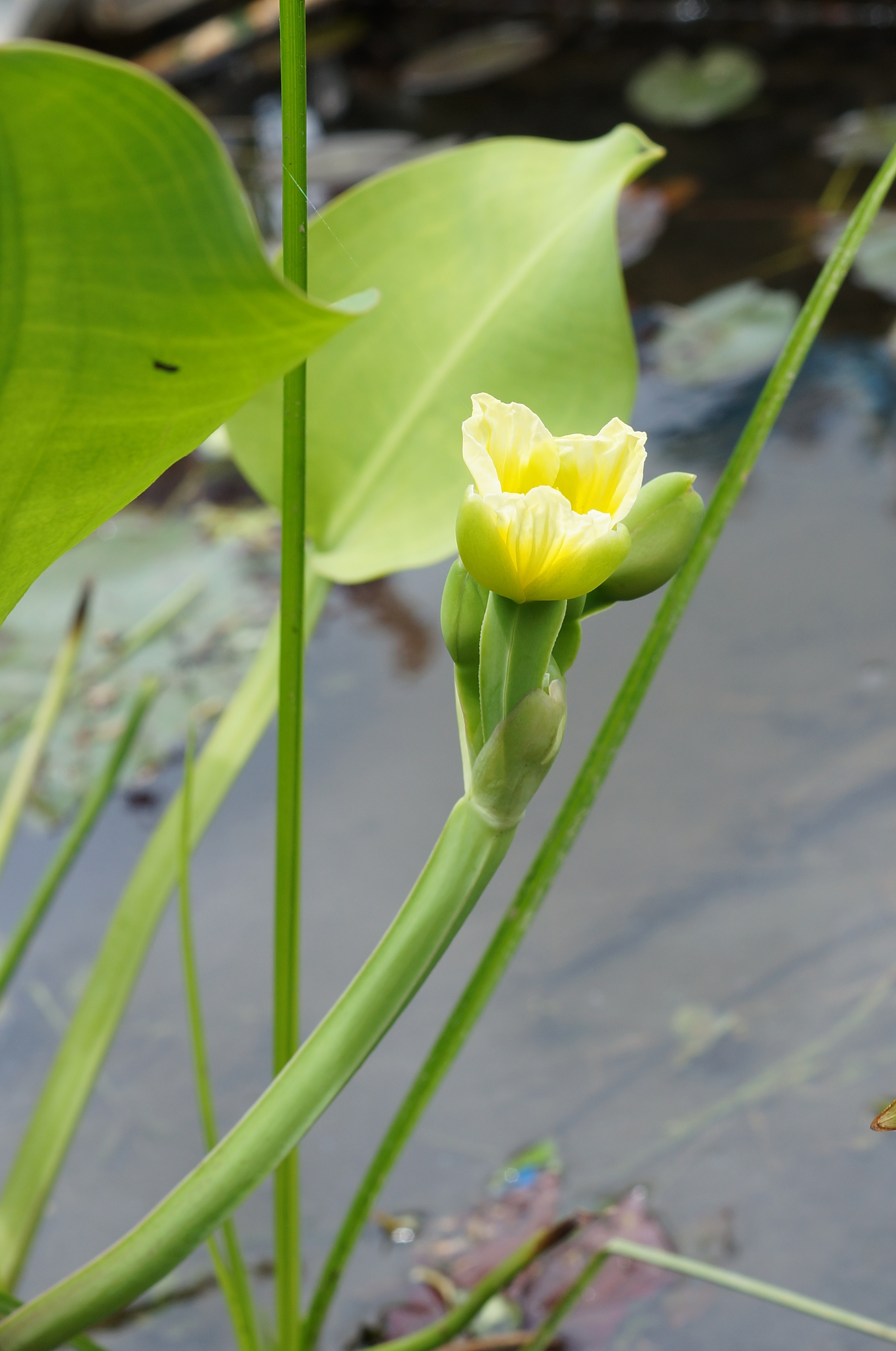
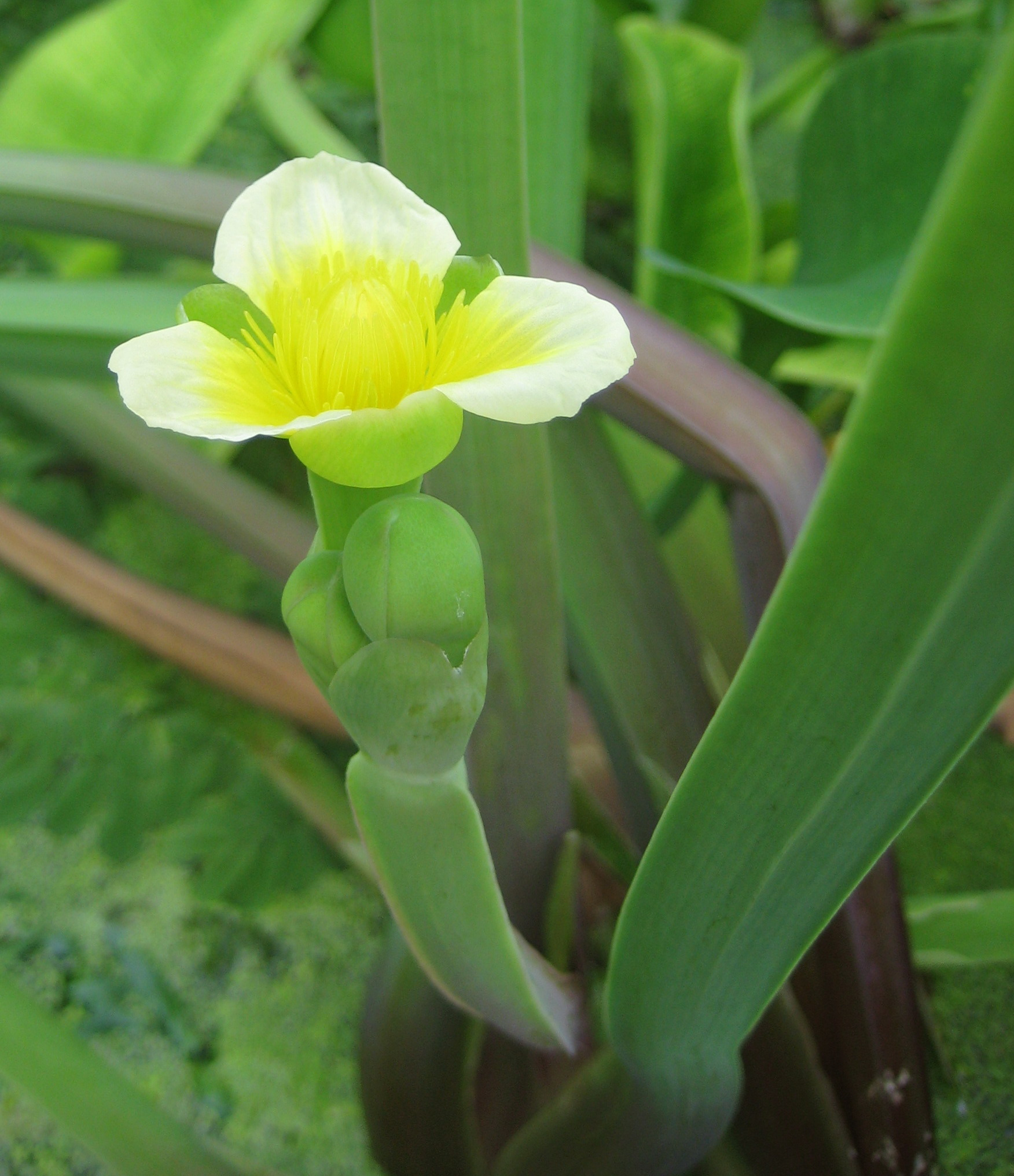
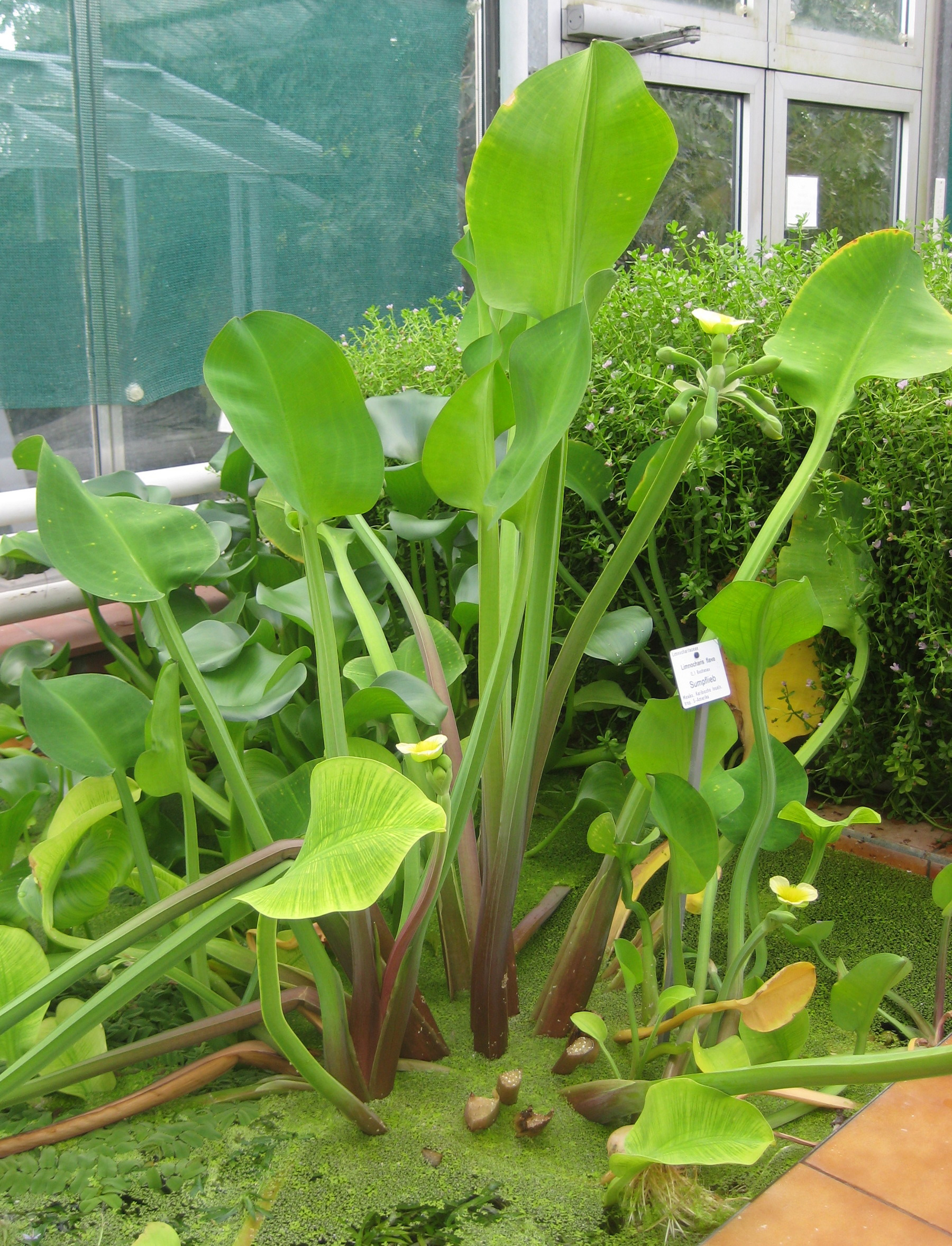